# Dilarə Əliyeva
Dilarə Ələkbər qızı Əliyeva, alternative  Schreibweise: Dilara Alakbar qizi Aliyeva (* 14. Dezember 1929 in Tiflis, Georgische SSR; † 19. April 1991 in Qax, Aserbaidschanische SSR) war eine aserbaidschanische Philologin, Übersetzerin und Feministin sowie Politikerin.

## Leben
Əliyeva studierte Orientalistik an der Staatlichen Universität in Baku in Aserbaidschan und arbeitete danach am Nezāmi-Institut der Nationalen Akademie der Wissenschaften, wo sie sich mit der aserbaidschanische Literatur der frühen Perioden beschäftigte. Unter anderem spezialisierte sie sich dabei auf den mittelalterlichen Dichter Nezāmi und auf den Vergleich der aserischen mit der georgischen Literatur. Zwischenzeitlich war sie auch mehrere Jahre in Tiflis in Georgien an der Georgischen Akademie der Wissenschaften tätig, wo sie bei ihren Forschungsarbeiten die Originalmanuskripte des aserbaidschanischen Dichters Musahib Ganjavi für dessen Koroghlu-Epos entdeckte, deren Authentizität mittlerweile bestätigt wurde.
Politisch trat sie 1988 der Oppositionspartei der Aserbaidschanischen Populären Front bei und stieg bald zu einer Führungsposition auf. Daneben gründete Əliyeva die Aserbaidschanische Gesellschaft für Frauenrechte.
Weiterhin war Əliyeva von 1990 bis zu ihrem Tod Mitglied des Obersten Sowjets von Aserbaidschan („Supreme Council“).
1991 starb sie bei einem Autounfall. Eine Straße in Baku und die von ihr gegründete Gesellschaft tragen heute ihren Namen.